# Radio Tonkuhle
Radio Tonkuhle est une radio associative locale de Hildesheim.

## Programme
Les émissions non musicales sont des informations, des reportages et des interviews sur les événements régionaux. Les informations locales sur la politique, les sports, les étudiants, l'église, l'association de protection de l'enfance, la Croix-Rouge allemande et les recettes de cuisine ont leurs places.
Le magazine matinal est organisé par le personnel permanent.

## Histoire
Dans les années 1990, Hildesheim n'a pas de radio associative locale. À l'université de Hildesheim, le désir d'une radio universitaire est né en 1999, dans le cadre du cours de pédagogie culturelle, un magazine d'une heure produit sous forme de CD.
Dans le cadre de l'Exposition universelle de 2000, l'émission est diffusée pendant six semaines dans le cadre du YouthCamp 2000 au Hohnsensee, un ancien étang qui servait à la production de briques, d'où vient le nom de la radio. Il y a ensuite une radio universitaire avec plusieurs heures de programmation en direct par semaine qui ne pouvait être entendue que sur Internet.
Avec l'association Radio Tonkuhle, la radio reçoit en novembre 2003 la 15e licence pour les radios associatives de Basse-Saxe et émet le 15 août 2004.

### Source de la traduction
- (de) Cet article est partiellement ou en totalité issu de l’article de Wikipédia en allemand intitulé « Radio Tonkuhle » (voir la liste des auteurs).